# 모로 분수

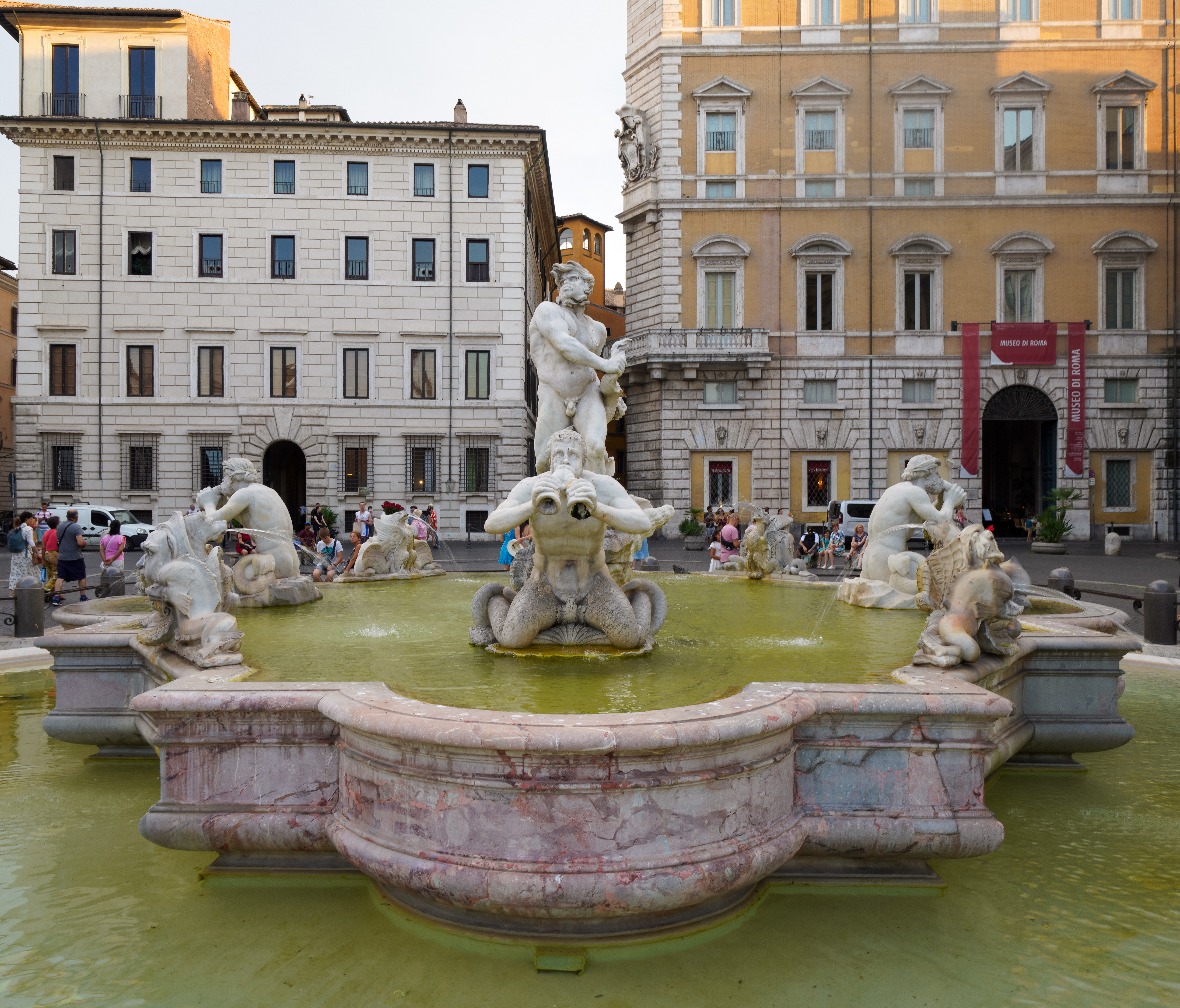
모로 분수

모로 분수(이탈리아어: Fontana del Moro)는 이탈리아 로마에 있는 분수이며 나보나 광장 남쪽 끝에 위치해 있다. 트리톤, 돌고래, 조개 껍질 조각으로 되어 있어, 항해 장면을 묘사하고 있다.